# Collegium Vocale Linz
Das Collegium Vocale Linz ist ein im Jahr 1978 von Josef Habringer gegründeter Chor.

## Geschichte
Im Herbst 1978 wurde in der Katholischen Hochschulgemeinde in Linz ein Vokalensemble gegründet, das im Laufe der Zeit zu einem Chor von etwa 90 Mitgliedern anwuchs. Seit Oktober 1992 nennt sich dieser Chor Collegium Vocale Linz. 

## Musikalische Leitung
Josef Habringer, der Gründer und langjährige Leiter des Chores, erhielt seine musikalische Ausbildung an der Hochschule Mozarteum in Salzburg und an der Anton Bruckner Privatuniversität Linz. Er war Lehrer für Stimmbildung und Chorleitung am Diözesankonservatorium, Leiter des Kirchenmusikreferates der Diözese Linz und Referent auf zahlreichen Kursen für Chor- und Vokalmusik. Er ist seit 1993 Leiter des Vokalensembles Voices und war von 2006 bis 2022 Domkapellmeister am Linzer Marien-Dom.